# Néstor Montesdeoca Becerra

Bischofswappen von Néstor Montesdeoca Becerra

Néstor Montesdeoca Becerra SDB (* 29. April 1957 in El Pan) ist ein ecuadorianischer römisch-katholischer Ordensgeistlicher und Apostolischer Vikar von Méndez.

## Leben
Néstor Montesdeoca Becerra trat in die Ordensgemeinschaft der Salesianer Don Boscos ein und empfing am 30. August 1986 das Sakrament der Priesterweihe.
Am 15. April 2008 ernannte ihn Papst Benedikt XVI. zum Titularbischof von Cellae in Mauretania und bestellte ihn zum Apostolischer Vikar von Méndez. Der Apostolische Nuntius in Ecuador, Erzbischof Giacomo Guido Ottonello, spendete ihm am 21. Juni desselben Jahres die Bischofsweihe; Mitkonsekratoren waren der emeritierte Apostolische Vikar von Méndez, Pietro Gabrielli SDB, und der Bischof von Tulcán, Luis Antonio Sánchez Armijos SDB.